# Prostataspezifisches Membranantigen
Prostataspezifisches Membranantigen (PSMA) (Synonyme: Glutamatcarboxypeptidase II, NAALADase I = N-Acetyl-L-aspartyl-L-glutamatpeptidase I, Folathydrolase I) ist ein membrangebundenes Glykoprotein. PSMA hat die Funktion eines Enzyms. Es handelt sich um eine Carboxypeptidase, die vom C-Terminus aus Glutaminsäure abspaltet. Beim Menschen findet sich das für PSMA codierende Gen auf Chromosom 11 Genlocus p11.12.

## Beschreibung
PSMA kommt auf normalen Prostatazellen und Prostatakrebszellen vor. Des Weiteren findet es sich auf Zellen der Neovaskulatur (neugebildeten Gefäßen) anderer solider Tumorarten. Mit dem Progressions- und Metastasierungsgrad nimmt die Expression von PSMA zu. Durch die hohe Spezifität stellt es als Tumormarker ein ideales Zielantigen für neue Therapieansätze gegen das Prostatakarzinom dar. Für diagnostische Zwecke können PSMA-spezifische monoklonale Antikörper bei der Positronenemissionstomographie verwendet werden.
Das humane PSMA besteht aus 750 Aminosäuren. Das unmodifizierte Polypeptid hat eine molare Masse von 84 kDa. Je nach Gewebetyp und Spezies unterliegen 10 bis 30 % davon einer posttranslationalen Modifikation. Die molare Masse liegt dann typischerweise bei etwa 100 kDa.